# 월요일마다 휴업
월요일마다 휴업(Closed Mondays)은 미국에서 제작된 감독밥 가디너, 윌 빈턴 감독의 1974년 애니메이션, 판타지 영화이다. 클레이 애니메이션 작품이다. 토드 올슨 등이 주연으로 출연하였고 밥 가디너 등이 제작에 참여하였다.
세네프 영화제의 소개 제목은 닫힌 월요일이다.

## 출연

### 주연
- 토드 올슨
- 홀리 존슨